# Tammo Jacob Bezemer
Tammo Jacob (T.J.) Bezemer (Wageningen, 4 augustus 1905 - Wageningen, 4 oktober 1995) was een Nederlands ingenieur, organisatieadviseur en hoogleraar interne organisatie aan de Handelshogeschool in Rotterdam, waar hij in het studiejaar 1965-1966 diende als rector magnificus.

## Leven en werk
Bezemer werd geboren in 1905 in Wageningen als de zoon van Tammo Jacob Bezemer (1869-1944), hoogleraar Indische talen en volkenkunde aan de Landbouwhogeschool Wageningen vanaf 1925, en Fenny Melia (Hauff) Bezemer (1871-1939).
Bezemer studeerde in 1928 af in de elektrotechiek aan de Technische Hogeschool te Delft. In 1933 werd hij medewerker bij het organisatieadviesbureau Lauwerse en Berenschot. Toen Berenschot in 1938 zijn eigen adviesbureau Berenschot begon in Hengelo, ging Bezemer met hem mee. In die tijd was hij ook actief bij het Nederlandsch Instituut voor Efficiency.
In 1955 werd Bezemer aangesteld als hoogleraar Interne organisatie aan de Handelshogeschool in Rotterdam, een leerstoel die Jan Goudriaan ook bezet had. Zijn inaugurele rede had als titel De bijdrage der integratie tot grotere doelmatigheid. In deze oratie gaf hij een pleidooi voor een nieuwe "leer voor doelmatig handelen", die de destijds bestaande bedrijfswetenschappen als organisatieleer en bedrijfseconomie overstijgt.
In het studiejaar 1965-1966 diende Bezemer als rector magnificus van de Rotterdamse hogeschool, en het jaar daarop was hij decaan van de Economische Faculteit. In 1968 nam hij een sabbatical, dat hij aan de Universiteit van Michigan in Ann Arbor in de Verenigde Staten doorbracht. In 1975 ging hij, op zeventigjarige leeftijd, met emeritaat.

## Scouting
Bezemer was kort na de oprichting lid van de studentenstam De Delftsche Zwervers.  Hij was deelnemer aan de vierde Gilwell training, verkenners in Nederland. In de voorbereiding van de 5e Wereldjamboree was hij belast met de werkregeling kampdiensten.

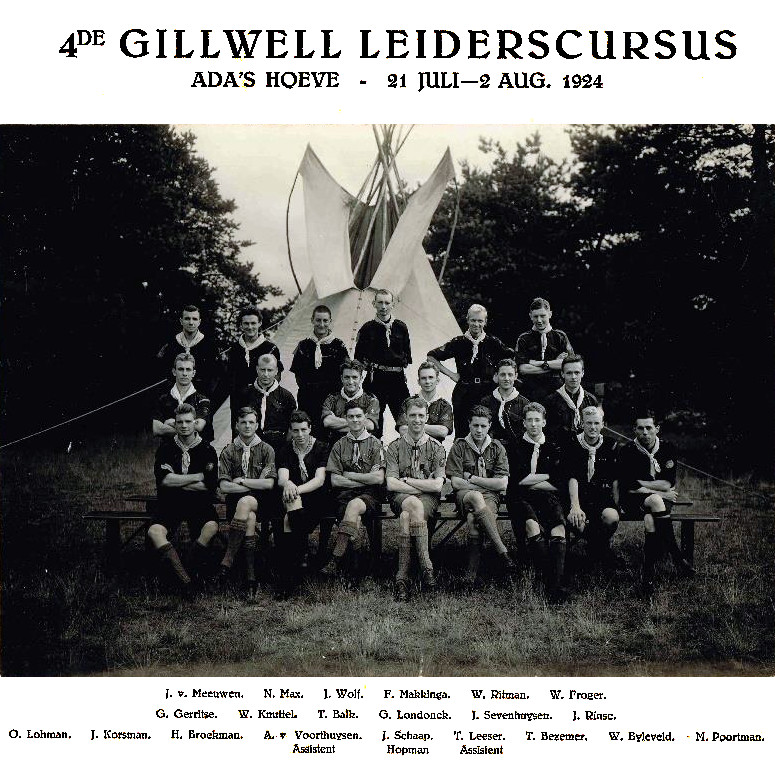
4de Gillwell leiderscursursus

## Publicaties
- T.J. Bezemer, Werk voor onvolledig bezet personeel. Amsterdam : Berenschot, 1940.
- T.J. Bezemer, Prijscontrôle en kostprijsberekening. Purmerend : Muusses, 1941.
- T.J. Bezemer, Vraagstukken der uniforme kostprijsberekening voor gieterijen. Amsterdam, 1942.
- T.J. Bezemer,  De overgang van de Nederlandse industrie van stukfabricage op serie- en massaproductie. Den Haag: Nederlands Instituut voor Efficiency, 1948.
- T.J. Bezemer, Prae-adviezen over de vragen: welke maatregelen dienen te worden genomen ter verhoging van de productiviteit? Welke betekenis moet aan deze maatregelen worden gehecht uit een oogpunt van zo groot mogelijke prestatieprikkel enerzijds en sociaalrechtvaardige verdeling van het maatschappelijk inkomen anderzijds?. Den Haag: Nijhoff, 1951.
- T.J. Bezemer, Aspecten der wetenschappelijke bedrijfsorganisatie: een bundel opstellen ter gelegenheid van het 12 1/2- jarig bestaan van het Raadgevend Bureau Ir.B.W. Berenschot. Met D.J. da Silva. Leiden: Stenfert Kroese, 1952.
- T.J. Bezemer, De bijdrage der integratie tot grotere doelmatigheid. Leiden: Stenfert Kroese, 1955.
- T.J. Bezemer Kostenbesef : voordrachten studiedagen kostenbesef. Haarlem : Stam, 1962.
- T.J. Bezemer, Pieter Verburg, Klaas Halbertsma, Pierre Malotaux, en J.L. Boers (red.). Organisatiewetenschap en praktijk : opstellen op 4 augustus 1975 aangeboden aan Prof. Ir. T. J. Bezemer, hoogleraar aan de Erasmus Universiteit te Rotterdam ter gelegenheid van zijn zeventigste verjaardag. Leiden : Stenfert Kroese, 1976.

- International Standard Name Identifier: 0000 0003 9510 9844
- Nederlandse Thesaurus van Auteursnamen: 074245120
- Virtual International Authority File: 289804093